# Kayes Ndi
Kayes Ndi é uma cidade do Mali. É a capital da região de Kayes e se localiza nas proximidades do Rio Senegal.